# Canadian Albums Chart
Canadian Albums Chart je oficiální hitparáda prodejnosti hudebních alb v Kanadě.  
Je sestavována každou středu na základě míry prodejnosti alb sledované firmou Nielsen Soundscan. Vydání nového žebříčku se uskutečňuje každý čtvrtek na webové stránce Jam! internetového zpravodajství Canoe a v týdeníku Billboard, stejně jako singlová hitparáda Canadian Singles Chart a další kanadský žebříček BDS Airplay Chart.
Hitapráda obsahuje 200 míst. Časopis Jam! publikuje pouze první stovku z nich. 

### Související  články
- Canadian Hot 100